# Autostrada Prizren–Tetovo
Die Autostrada Prizren–Tetovo (albanisch für Autobahn Prizren–Tetovo, albanisch auch Autostrada Prizren–Tetovë) ist eine 35 Kilometer lange Autobahn im Kosovo, die in Planung ist. Sie soll Prizren mit der nordmazedonischen Stadt Tetovo verbinden und die Strecke nach Nordmazedonien deutlich verkürzen. Die ganze Strecke inklusive des anschließenden Teilstücks in Nordmazedonien dürfte rund 45 Kilometer lang werden. Aktuell ist die Route zwischen den beiden Städten über 100 Kilometer lang. Die geplante Autobahn hat noch keine offizielle Beschilderung.

## Streckenführung
Die Autobahn soll von Prizren aus zur bestehenden nordmazedonische Autobahn M-4 verlaufen. Sie führt durch das Gebirge Šar Planina, das noch kaum verkehrstechnisch erschlossen ist. Das Gebirge soll mit einem rund drei Kilometer langen Tunnel unterquert werden.

## Bau
Die geplante Autobahn befindet sich in der Planung. Es wurden Investoren aus den Vereinigten Arabischen Emiraten gefunden, die mehr als 400 Mio. Euro für den Bau der Autobahn investieren wollen. Das gab Infrastrukturminister Lutfi Zharku in einen Interview bekannt. Das Projekt dürfte starten, wenn die Autostrada R 6 fertig ausgebaut ist.